# 명광식
명광식(1940년 4월 2일 ~ 2009년 7월 19일)은 한국의 초기 합기도 수련자이자 합기도의 선구자로서 초기에 한국과 미국에서 활동했다. 그는 서울 마장동에 있는 지한재 학교의 두 번째 학생이었으며, 합기도를 위한 최초의 세계적인 조직인 세계 합기도 연맹을 결성하고 합기도에 관한 포괄적인 책을 저술했다.

## 같이 보기
- 한국 무술
- 합기도